# Flavigny-le-Grand-et-Beaurain
Flavigny-le-Grand-et-Beaurain es una comuna francesa situada en el departamento de Aisne, de la región de Alta Francia.

## Geografía
Flavigny-le-Grand-et-Beaurain está ubicada a orillas del río Oise, al sur de Guisa y a 18 km al noroeste de Vervins.

## Demografía
| 597 | 563 | 505 | 478 | 466 | 464 | 466 | 477 |
| Para los censos de 1962 a 1999 la población legal corresponde a la población sin duplicidades (Fuente: INSEE [Consultar]) |     |     |     |     |     |     |     |